# دیابلو ۳: دروگر ارواح
دیابلو ۳: دروگر ارواح (انگلیسی: Diablo III: Reaper of Souls) نخستین بسته الحاقی برای بازی ویدئویی نقش‌آفرینی اکشن دیابلو ۳ است که توسط اسکوئر انیکس و در سال ۲۰۱۴ منتشر شد. «دیابلو ۳: دروگر ارواح» ابتدا در مارس ۲۰۱۴، در پلت‌فرم‌های مایکروسافت ویندوز و مک‌اواس منتشر شد، و سپس نسخه کنسولی آن به عنوان یکی از بخش‌های دیابلو ۳: شیطان نهایی در ۱۹ اوت ۲۰۱۴، برای پلی‌استیشن ۳، پلی‌استیشن ۴، اکس‌باکس ۳۶۰ و اکس‌باکس وان در دسترس قرار گرفت.